# The Split Pin
The Split Pin (englisch für ‚Der Splint‘) besteht aus zwei 12 m hohen Felsnadeln an der Nordküste Südgeorgiens. Sie ragen am Nordufer des am Jason Harbour liegenden Lagoon Point auf.
Wissenschaftler der britischen Discovery Investigations kartierten sie 1929 und gaben ihnen ihren deskriptiven Namen.